# Cortex orbitofrontal

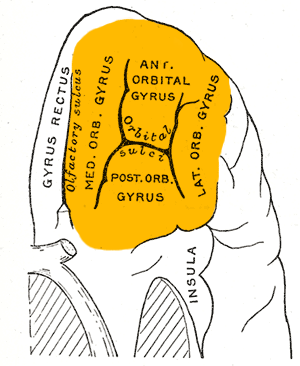
Vue inférieure du cortex
surface orbitale du lobe frontal gauche.

Le cortex orbitofrontal (OF) est une région du cortex cérébral qui entre en jeu dans le processus de décision. Il est situé en position antérieure et sur la face inférieure du cortex préfrontal.
Il prend son nom des lobes frontaux et du fait qu'il est situé au-dessus des orbites.
Cette partie du cortex préfrontal est en connexion avec le thalamus. Parce qu'il est actif dans les émotions et le système de récompense, le cortex orbitofrontal est souvent considéré comme faisant partie du système limbique.